# GRiDPad

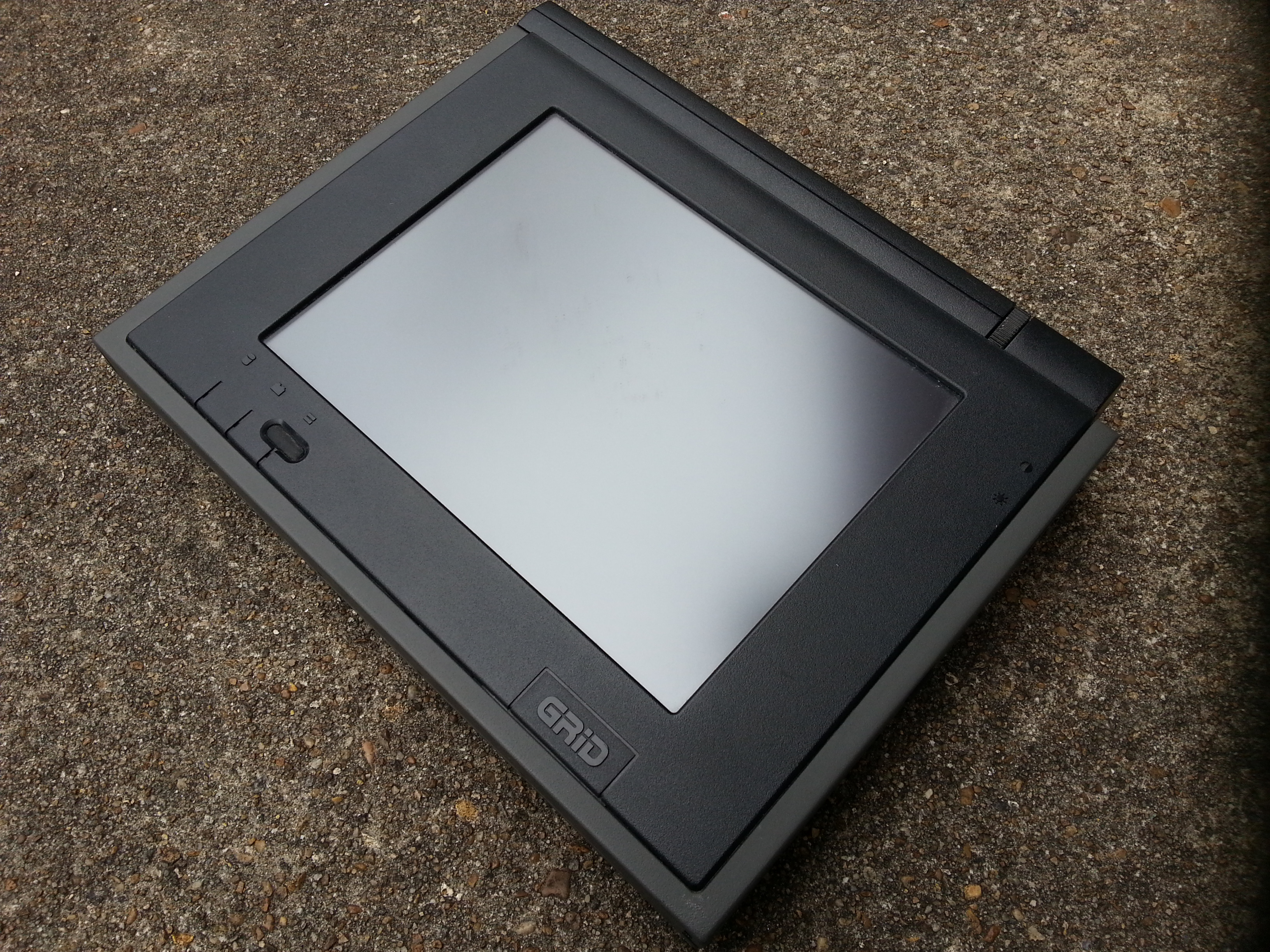
GridPad Convertible 2260（1992年12月発売）パッドモード

GRiDPadは、1989年にサムスン電子によってGRiD Systems Corporationのために製造されたタッチスクリーン式のタブレットコンピュータである。これは一般消費者向けに市販された世界初のタブレットコンピュータとみなされている.。ジェフ・ホーキンスは、彼の最もよく知られている発明品Palm（PalmPilot）の先行製品として、このタブレットを使用していた。

## 仕様
GRiDPadのサイズは9 x 12 x 1.4インチで、重量は4.5ポンドである。当時の製品と比べて特筆すべき点は、有線スタイラス（指よりも正確な位置をタッチできるペン状のポインティング・デバイス）を利用したタッチスクリーンのインターフェースに手書き文字認識ソフトウェアが搭載されていた。他にも以下のような特徴を備えていた：
- 10 MHz 80C86プロセッサ
- MS-DOS – IBM PC互換機で使用されていた当時の一般的なOS
- 解像度640x400、単色のColor Graphics Adapter (CGA) ディスプレイ
- 256kBまたは512kBのバッテリー搭載RAMカード
- 1mBまたは2mBのシステムメモリ
- シリアルポート一つ、ATA-FLASHスロット二つ、および拡張バスコネクタ

アメリカ陸軍は、このタブレットを在庫管理に利用するため、マグネシウムのボディでできた耐久性の高いバージョンの仕様をまとめたが、一般には市販されることはなかった。マグネシウムを採用した理由は、頑丈かつ軽量で、頻繁の使用にうってつけであったためである。
GRiD Systemsの技術者によって1992年に提出された特許によると、GRiDPadのタッチスクリーンはシステム内の直交座標系を拡大し、変位を計算することで機能する。ジェフ・ホーキンスによるさらなる特許では、風景と肖像の間のスクリーンの角度を動かす仕組みが記述されている。

## 評価
GRiDPadはテキスト認識ができたため、簿記のためのにためにタブレットを利用するような専門的な消費者をターゲットにしていた。GRiDPadは、それまでデータを紙に書き留めていた宅配ドライバーやクレーム担当者（要求査定者）のような労働者の仕事を能率化するために設計された。クライスラーやサンノゼ警察、さらにはアメリカ陸軍などの法人機関もGRiDPadを利用した。
一台あたりの平均価格は、ソフトウェアなしでUS$2,370、ソフトウェア込みで$3,000であった。年間の売り上げは、最高でおよそ$3000万であった。

## 遺産
GriDPadは当時のパソコンと同じOSを搭載していたが、パソコンに取って代わるように設計されてはいなかった。ホーキンスは「ペン・コンピュータがフル機能PCに取って代わるようなことは見たことがない」と話している"。コンピュータに取って代わることはなかったが、タブレットコンピュータの発明の第一歩となった。タブレットPCや現在最も人気のあるタブレットであるAppleのiPadにも繋がることとなった。さらには、このタブレットはホーキンスの後に商業的成功を収めたPalm Pilotの発明をインスパイアした。